# William Deane
Sir William Patrick Deane AC, (Melbourne, 4 de enero de 1931) es un político australiano que fue gobernador general de Australia desde 1996 hasta 2001.

## Biografía
Nacido en St Kilda, Melbourne, estudió en diversos colegios católicos y se graduó en letras y derecho en la Universidad de Sídney. También estudió en la Academia de Derecho Internacional de  La Haya.
Tras graduarse trabajó en el Ministerio de Justicia en Canberra y en la abogacía y se involucró brevemente en política y en el activismo católico.
En 1977 fue nombrado juez del Tribunal Supremo de Nueva Gales del Sur y el mismo año juez del Tribunal Federal australiano. En 1982 fue destinado al Tribunal Supremo australiano en sustitución de Ninian Stephen cuando este tomó posesión del cargo de Gobernador General de Australia.
En 1996 fue designado Gobernador General de Australia en sustitución de Bill Hayden.
Durante los seis años de su mandato criticó en numerosas ocasiones, aunque no abiertamente, las políticas sociales del Gobierno. Inauguró los Juegos Olímpicos de Sídney 2000 y tras el término de su mandato recibió el Premio de la Paz de Sídney.